# S/MIME
S/MIME (Secure / Multipurpose Internet Mail Extensions, del inglés, Extensiones de Correo de Internet de Propósitos Múltiples / Seguro) es un estándar para criptografía de clave pública y firmado de correo electrónico encapsulado en MIME.

## Historia
S/MIME fue desarrollado originalmente por RSA. La especificación original usó la especificación MIME de IETF recientemente desarrollada con el estándar de facto de mensaje seguro PKCS #7.

## Función
S/MIME provee los siguientes servicios de seguridad criptográfica para aplicaciones de mensajería electrónica:
- autenticación, integridad y no repudio (mediante el uso de firma digital) y
- privacidad y seguridad de los datos (mediante el uso de cifrado)

S/MIME especifica el tipo application/pkcs7-mime (tipo smime "enveloped-data") para envoltura de datos (cifrado): la entidad MIME completa a ser envuelta se cifra y se empaca en un objeto que luego se inserta en una entidad MIME application/pkcs7-mime.
La funcionalidad S/MIME está construida en la mayoría de apps de correo electrónico modernos y son capaces de interoperar entre ellos. Un correo firmado tiene estos encabezados ocultos (visibles en "Ver código fuente del mensaje")
```
Content-Type: multipart/signed; protocol="application/pkcs7-signature"; micalg=sha1; boundary=""
This is a cryptographically signed message in MIME format.
[Texto del correo]
Content-Type: application/pkcs7-signature; name="smime.p7s"
Content-Transfer-Encoding: base64
Content-Disposition: archivo adjunto; filename="smime.p7s"
Content-Description: Firma criptográfica S/MIME
```

Correo Cifrado 
```
Content-Type: application/pkcs7-mime; name="smime.p7m"; smime-type=enveloped-data
Content-Transfer-Encoding: base64
Content-Disposition: archivo adjunto; filename="smime.p7m"
Content-Description: Mensaje cifrado S/MIME
[Número y letras aleatorios]
```

### Certificados S/MIME
Antes de que S/MIME pueda usarse en alguna de las aplicaciones antes mencionadas, se debe obtener e instalar una clave/certificado individual tanto de la autoridad certificadora (AC) interna como de una AC pública. Una buena práctica es usar claves privadas separadas (y certificados asociados) para firma y para cifrado.

## Limitaciones
S/MIME solo puede funcionar apropiadamente con aplicaciones y programas instalables de correo electrónico que almacenan información acerca del PKCS con sus respectivas claves públicas y privadas, servicio de correo electrónico basado en páginas web y apps para móviles no pueden usar mensajes firmados y puede limitarse a mostrar un correo electrónico vacío con un adjunto smime.p7s (el cual contiene realmente el mensaje)